# Off Key
Off Key (comercialitzada a Espanya com Desafinado) és una pel·lícula és una coproducció espanyola, britànica i italiana escrita i dirigida per Manuel Gómez Pereira. Els personatges principals estan vagament inspirats en Els Tres Tenors, Plácido Domingo, Luciano Pavarotti, i José Carreras.

## Sinopsi
A començament de la dècada dels noranta, en un prestigiós teatre dels Estats Units el públic omple el local de gom a gom per veure el concert especial dels tres tenors Armand Duprés, Fabritzio Bernini i Ricardo Palacios. La peça que interpreten per a posar el punt final a la vetllada farà esclatar al mateix temps al públic i als cantants, que es barallen entre ells. Un temps després es tornen a unir pel casori d'Armand amb Carmen, filla de Ricardo. Durant el cap de setmana surten a relluir tots els draps bruts del trio: gelosia, cobdícia, traïcions ...

## Repartiment
- Joe Mantegna	-	Ricardo Palacios
- Danny Aiello	-	Fabrizio Bernini
- George Hamilton- Armand Dupres
- Anna Galiena	- Rita
- Ariadna Gil	-	Carmen Palacios
- Claudia Gerini	- 	Violeta
- Ashley Hamilton	-	Maurice Dupres
- Geoffrey Bateman	-	Ivo
- Tiffany Hofstetter	- 	Norma
- Vaughan Sivell	- 	Flavio
- Manuel de Blas	- Jean François
- René Assa	- Sigmund Santini
- Jacques Herlin	- Cardenal

## Recepció
La pel·lícula tenia un pressupost de 8,5 milions de dòlars, [1] convertint-la en la producció espanyola més cara fins aquest moment. Els honoraris dels actors representaven una part important del pressupost. Havia estat venuda prèviament a trenta-dos països abans del seu llançament. Tot i que va rebre bona publicitat, la seva estrena a Espanya del novembre de 2001 va ser decebedora. Va ser estrenada el mes següent a Itàlia i el 2002 al Regne Unit i Estats Units.